# Dorfkirche Groß Niendorf

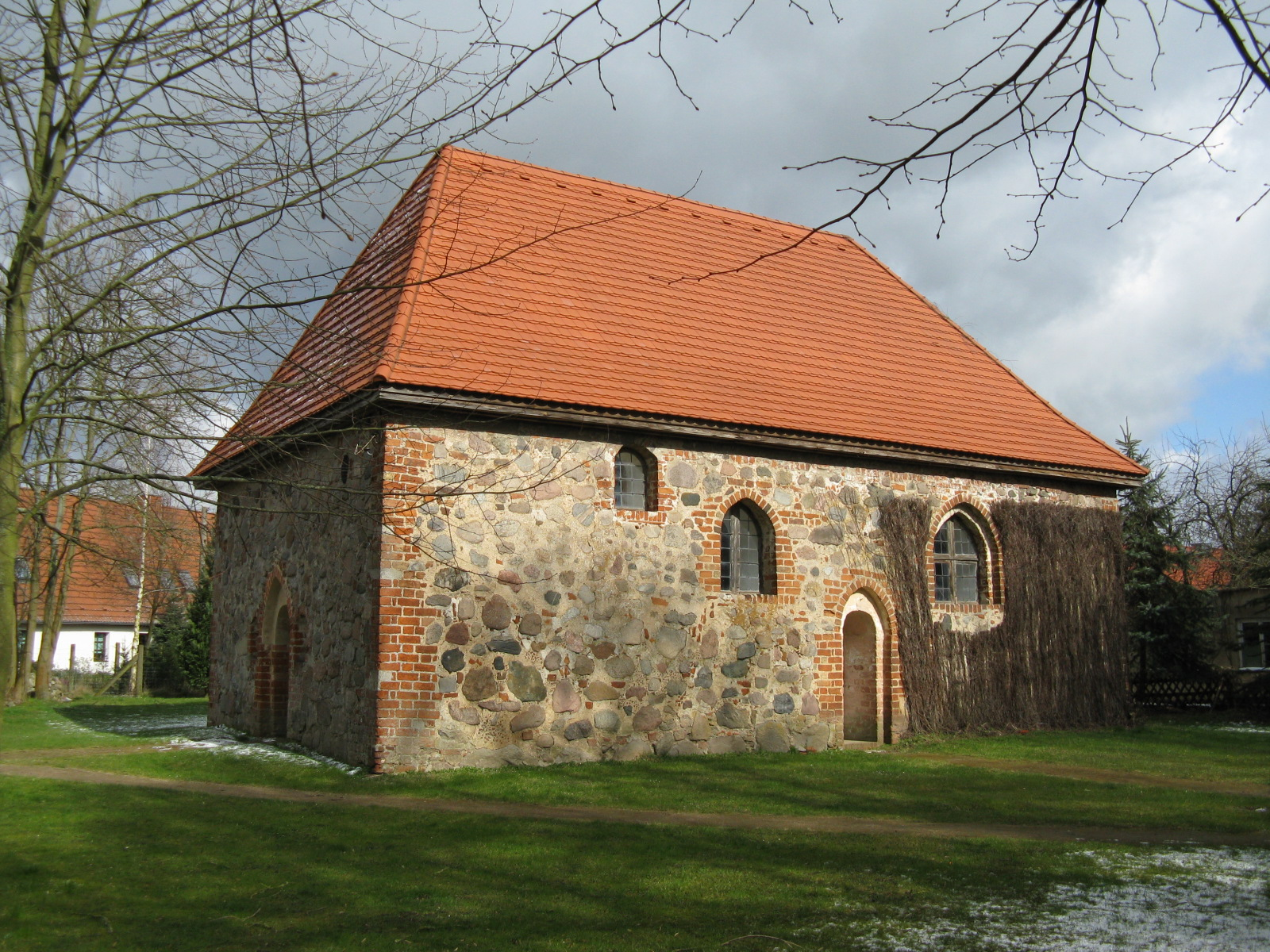
Kapelle Groß Niendorf, Südfassade (2008)

Die Dorfkirche Groß Niendorf (auch als Kapelle bezeichnet) ist ein kleiner Feldsteinbau im mecklenburgischen Ort Groß Niendorf, einem Ortsteil der Gemeinde Zölkow im Landkreis Ludwigslust-Parchim in Mecklenburg-Vorpommern.

## Geschichte
Groß Niendorf wurde 1256 als Niendorp villa erstmals urkundlich erwähnt, als Pribislaw II. von Richenberg Niendorf seinem Kaplan Jordan mit der Pfarre zu Wamckow verlieh. Wamckow, Groß Niendorf, Hohen und Klein Pritz bildeten zusammen ein Kirchspiel.
Nigendorp wurde auch 1267 im Päpstlichen Schutzbrief für das Kloster Sonnenkamp genannt.
Kurz vor seiner verhängnisvollen Pilgerfahrt ins heilige Land schenkte 1271 Fürst Heinrich I. von Mecklenburg dem Kloster Sonnenkamp in Neukloster zwei Hufen und das Recht des Eigentums aus Niendorf Duos mansos in Nyendorp, que est terra Parchem. In einer Heberolle des Klosters von 1319 ist zu lesen: „In Niendorf haben wir jedes Jahr acht Mark an Abgaben … .“
1345 wurde Niendorf mehrfach erwähnt, so Villa Nyendorpe in terra Sternebergh und Villa Nyendorpe, inter Parchim et Sterneberch in terra Nostra in parrochia Wamecowe situata.
Auch in einer Güterbestätigung des Herzogs Albrecht von Mecklenburg von 1362 an das Kloster ist zu ersehen, dass der Besitz in Groß Niendorf unverändert geblieben ist.
Zwischen 1478 und 1603 befand sich Wamckow im Besitz derer von Plessen, die nach 1570 auch Einkünfte aus Niendorfer Hufen bezogen. Die Kirche zu Niendorf war von daher immer eine Filiale der Wamckower Kirche gewesen. In einen Visitationsprotokoll von 1514 wurde sie erstmals erwähnt, doch sie scheint schon früher erbaut zu sein. Damals besaßen die Brüeler Plessen auch die Kirche zu Wamckow. Um 1700 bestand die sogenannte Lübzer Vogtei aus acht Dörfern, darunter Niendorf. Die Mutterkirche war Wamckow, die Tochterkirche Niendorf und das Patronatsrecht hatte damals das Amt Lübz. Nach dem Beichtkinderverzeichnis von 1751 lebten in Groß Niendorf 97 Personen, davon 29 Freileute, 66 fürstliche und zwei adlige Untertanen. 1841 kommt Groß Niendorf vom Amt Lübz an das Domanialamt Goldberg und ab 1876 zum Amt Crivitz.

## Baugeschichte
Dem Baustil nach zu urteilen ist die Kirche wohl bereits Ende des 13. oder Anfang des 14. Jahrhunderts mit dem noch heute erhaltenen Grundriss erbaut worden.
Nach 1666 hatte Niendorf zeitweilig keine eigenen Pfarrsitz, die Leute gingen in die Kirchen von Ruest und Mestlin. In der kirchlichen Ordnung von Niendorf gab es ständig Veränderungen. Bis 1740 wurde Groß Niendorf noch durch das Patronat aus Wamckow betreut. Danach gehörte Groß Niendorf zum Bereich der Kirche Prestin und ab 1971 zur Kirchgemeinde Kladrum. Seit 1994 ist Groß Niendorf ein Teil der Kirchgemeinde von Mestlin.
Um die Kirche herum fanden die Bestattungen der Verstorbenen statt.
1886 wurde dann am Ortsrand in Richtung Runow der neue Friedhof angelegt.

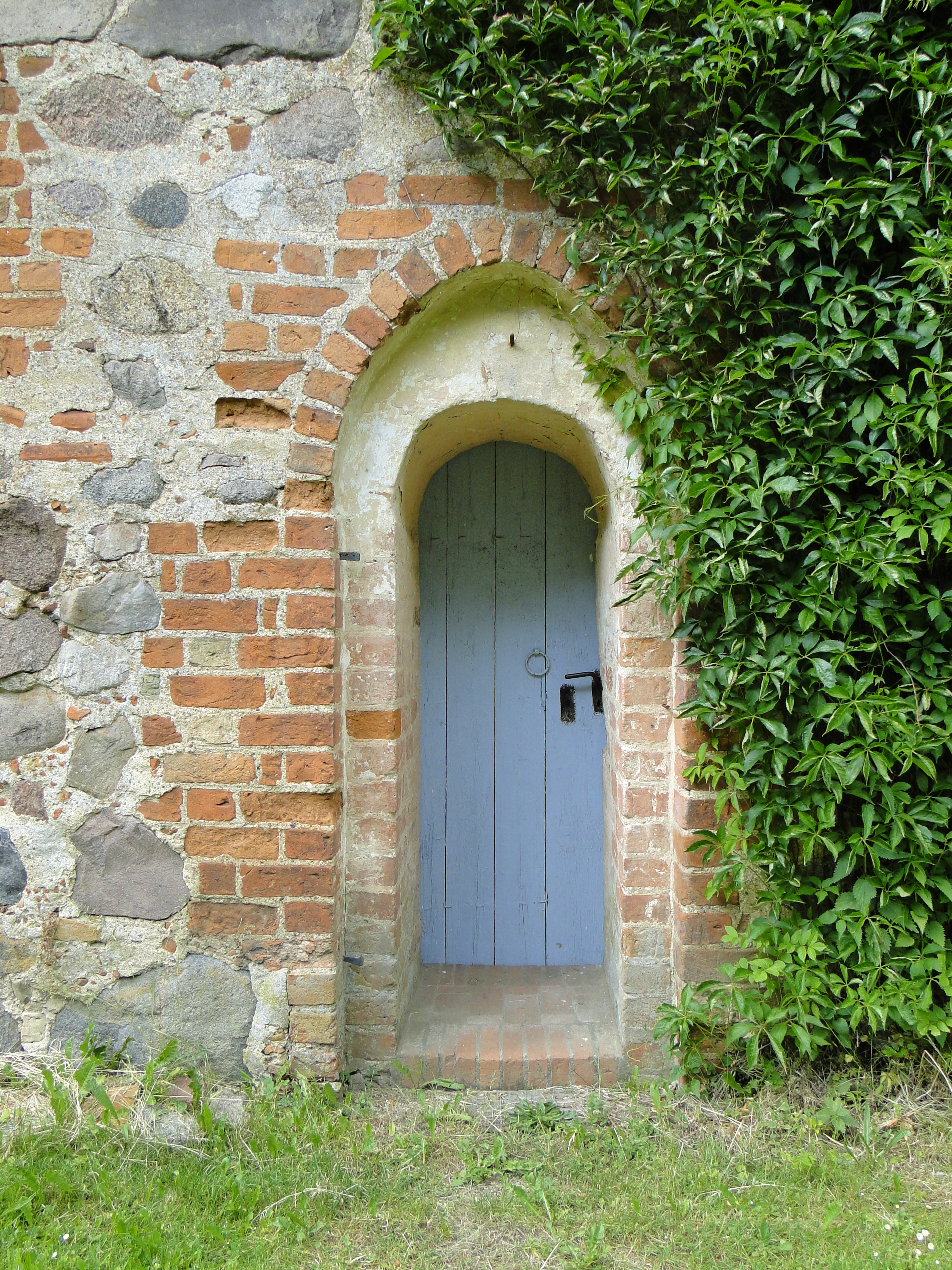
Schmaler Eingang an der Südseite (2012)

### Äußeres
Die Kirche, eher eine Kapelle, ist ein einfacher Feldsteinbau ohne Turm. Alle Gebäudekanten und Öffnungen sind mit Backstein im mittelalterlichen Klosterformat gefasst.
Bis 1951 hatte die Kirche ein Satteldach mit zwei hohen Giebeldreiecken. Der Ostgiebel war mit langen Blenden und Spitzbogenschluss versehen, der Westgiebel dagegen glatt gemauert. Bereits um 1900 bestand an beiden Giebeln Einsturzgefahr. Doch die Pläne zum Abriss und Neubau wurden nicht umgesetzt. Am 14. Januar 1951 stürzten beide Giebel ein und vernichteten die gesamte innere Ausstattung. Die Kapelle konnte trotz mangelnder Baustoffe schnell wieder aufgebaut und am 16. Dezember 1952 geweiht werden, hat allerdings seither ein Walmdach.
Die Laibungen der beiden an der Nord- und Südfassade sehr hoch eingebauten spitzbogigen Sprossenfenster mit Bleiverglasungen sind in Backstein gearbeitet. Auf der Südseite befindet sich eine sehr schmale Eingangstür. Die Tür an der Westfassade ist mit einem Spitzbogen und einem zurückgesetzten Rundbogen ausgeführt, sowie von zwei kleinen rundbogigen Blenden flankiert.
1994 wurde die Dachkonstruktion erneuert und das Dach mit Biberschwanzziegeln neu eingedeckt. 2007 erfolgte eine innere Restaurierung.

### Inneres

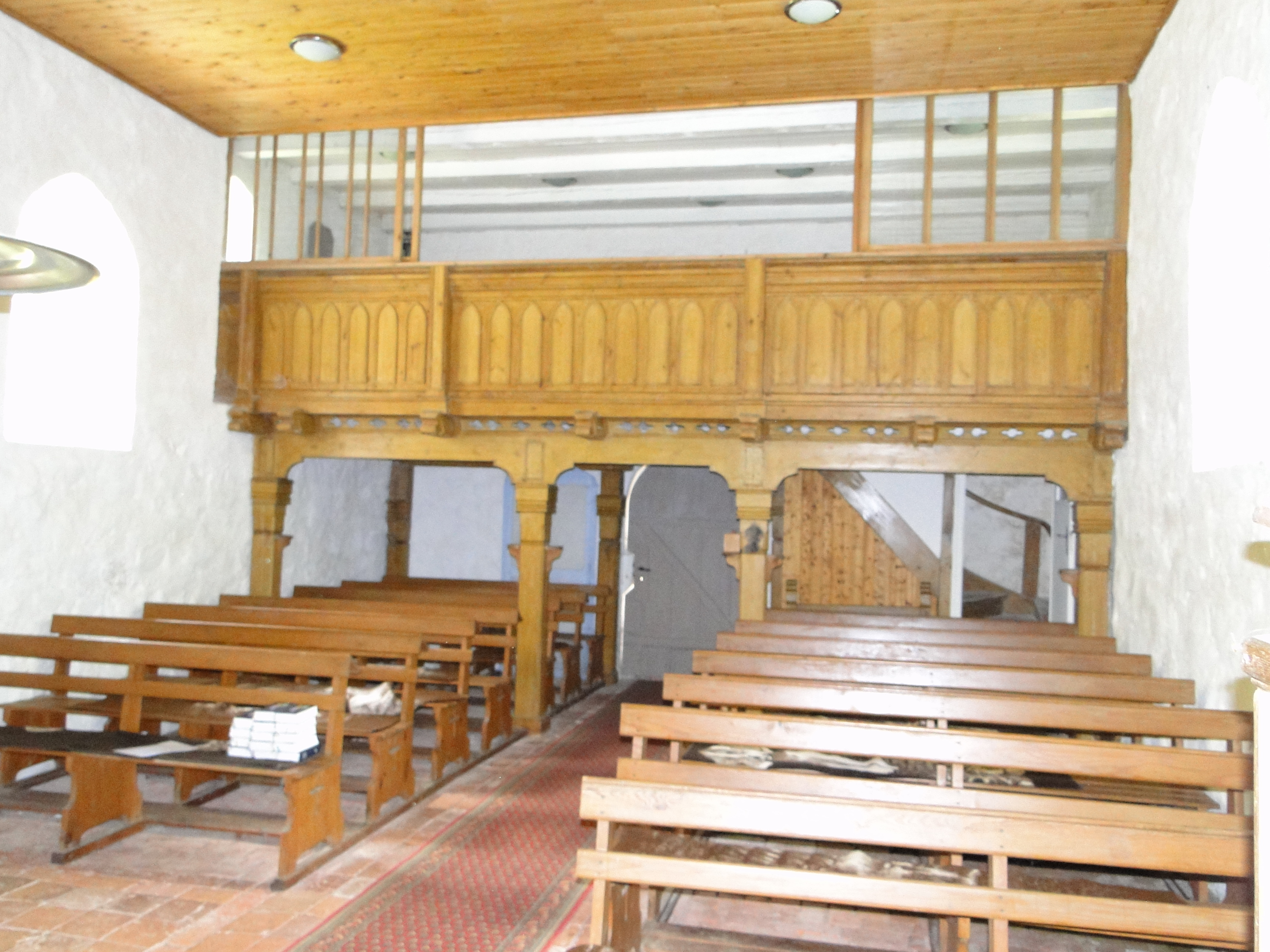
Gestühl und Empore (1012)

Der Innenraum der Kapelle ist mit der flachen Decke schlicht gehalten. 2007 erfolgte eine innere Renovierung.

#### Altar und Kanzel

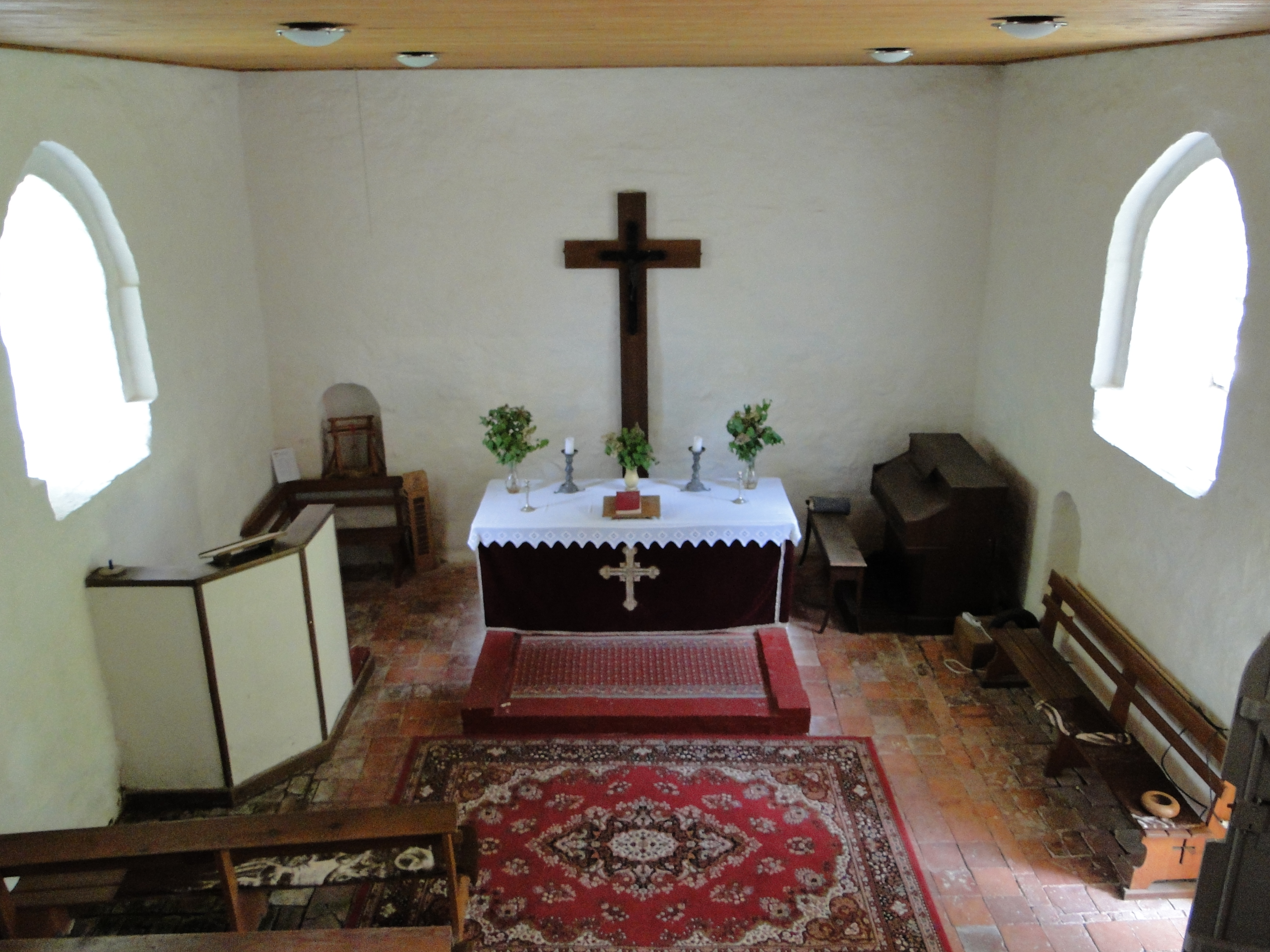
Altar (2012)

Vor dem Einsturz des Ostgiebels stand an der Chorwand ein Kanzelaltar von 1606, von dem nichts erhalten blieb. Heute besteht der Altar aus einem einfach gemauerten Block und die Kanzel an der Nordwand aus einer erhöhten Schutzwand. Rechts neben dem Altar befindet sich ein kleines Harmonium.
Aus alten Kirchenakten ist zu erfahren, dass 1779 die Mutter des Niendorfer Gutspächters Calsow vor dem Altar beigesetzt wurde. Streit gab es danach mit der Kirchgemeinde wegen der Nichtzahlung der Friedhofsgebühr. Als Gutspächter betrachtete er für seine Mutter den Ort vor dem Altar und nicht auf dem Friedhof als angemessen, ohne dafür Gebühren zu zahlen. Denn die Beisetzung fand ja nicht auf dem Friedhof statt. Es kam zum Streit mit der Kirchgemeinde und erst nach einem Prozess zahlte Gutspächter Calsow die Friedhofsgebühr.
Die Empore an der Westwand ohne Orgel wurde zur Nutzung als Winterkirche durch eine Glasscheibe vom Kirchenraum getrennt. Die zerstörte Westempore stammte von 1694.
Die heutige Ausstattung ist aus der zweiten Hälfte des 20. Jahrhunderts. Aus Anlass der 750-Jahr-Feier von Groß Niendorf wurde im Sommer 2006 der Innenraum renoviert. Die vorherige Renovierung fand 1827 statt.

#### Glocke
Nördlich der Kapelle steht ein recht eigenwilliger Glockenstuhl mit einer Bronzeglocke ohne Inschrift, die 1878 umgegossen wurde. Die Vorgängerglocke aus dem Mittelalter war mit der Inschrift „help gott unde maria“ versehen. Im Frühjahr 2015 wurde ein neuer Glockenstuhl aufgestellt und im Mai 2015 die Glocke aufgehängt.

## Heutige Kirchengemeinde

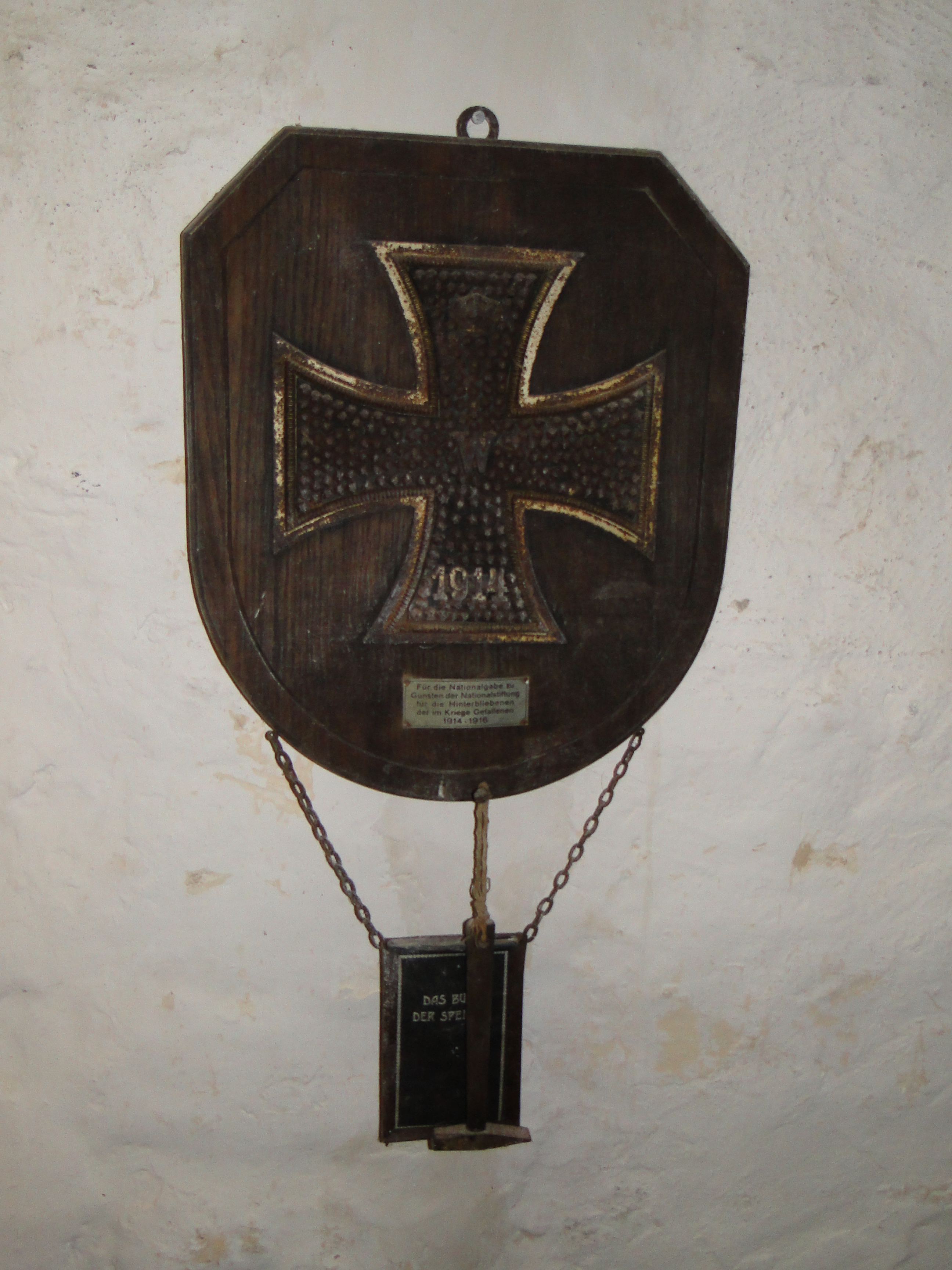
Eisernes Kreuz mit Spendernägeln, eine Form der Kriegsnagelungen und Spenderbuch für die Hinterbliebenen von Opfern des Ersten Weltkrieges (2012)

Die Groß Niendorfer Kirchengemeinde gehört seit 1994 zur Kirchengemeinde Mestlin. Das Pastorat befindet sich in Mestlin. Die Kirchengemeinden Kladrum, Mestlin und Techentin mit ihren insgesamt neun Dorfkirchen gehören zur Propstei Parchim im Kirchenkreis Mecklenburg der Nordkirche.
Die Evangelisch-Lutherische Kirchengemeinde Mestlin umfasst die Orte Dinnies, Groß Niendorf mit Kirche, Hohen Pritz mit Kirche, Klein Pritz, Kukuk, Mestlin mit Kirche, Mühlenhof (Techentin), Ruest mit Kirche und Vimfow.
Gottesdienste finden 14-täglich statt.

### Gedruckte Quellen
- Mecklenburgisches Urkundenbuch (MUB)
- Mecklenburgische Jahrbücher (MJB)

### Ungedruckte Quellen
Landeshauptarchiv Schwerin (LHAS)
- LHAS 3.2-3/1 Landeskloster/Klosteramt Dobbertin.
- LHAS 5.12-3/1 Mecklenburg-Schwerinsches Ministerium des Innern.
- LHAS 5.12-4/3 Ministerium für Landwirtschaft, Domänen und Forsten, Abt. Siedlungsamt.
- LHAS 5.12-7/1 Mecklenburg-Schwerinsches Ministerium für Unterricht, Kunst, geistliche und Medizinalangelegenheiten.
- LHAS 5.12-9/4 Landratsamt Parchim. 1921–1945.

Landeskirchliches Archiv Schwerin (LKAS)
- LKAS, OKR Schwerin Abt. 2 Groß Niendorf und Prestin 1705, 1759, 1772.
- LKAS, OKR Schwerin Abt. 3 Groß Niendorf 1765–1972.
- LKAS, OKR Schwerin, Pfarrarchiv Kladrum Nr. 045 Friedhof Groß Niendorf 1970–1988.
- LKAS, OKR Schwerin, Pfarrarchiv Prestin mit Wamckow und Groß Niendorf. Nr. 21 Reparatur der Flügelhörner des Posaunenchors Groß Niendorf 1933, Nr. 22 Kapellenacker zu Groß Niendorf 1768–1933, Nr. Kapelle in Groß Niendorf 1824–1957.